# Enicmus tricarinatus
Enicmus tricarinatus là một loài bọ cánh cứng trong họ Latridiidae. Loài này được Brown miêu tả khoa học năm 1934.